# Castellabate
Castellabate ist eine italienische Gemeinde mit 8676 Einwohnern (Stand 31. Dezember 2023) in der Provinz Salerno in der Region Kampanien. Der Ort ist mit seinem Stadtkern Mitglied der Vereinigung I borghi più belli d’Italia (Die schönsten Orte Italiens).

## Geografie
Castellabate liegt am Tyrrhenischen Meer und bildet mit dem Ortsteil Licosa die Südspitze des Golfes von Salerno. Es wird von den Gemeinden Agropoli, Laureana Cilento, Montecorice und Perdifumo umschlossen. Die Ortsteile Santa Maria di Castellabate, San Marco (Castellabate), Ogliastro Marina, Licosa und Lago liegen am Meer, Alano und der Ortskern selbst liegen hinter den Ortsteilen. Des Weiteren bestehen noch weitere lose Bauernschaften, wie Annunziata.

## Geschichte
Das Kastell des Abtes hat dem Ort seinen Namen gegeben, aus Castrum abbatis und il castello dell´Abate wurde Castellabate. Ab 1123 wurde mittels Privileg des Herzogs Wilhelm II. (Apulien) und im Auftrag des Abtes Costabile Gentilcore (Abtei Cava de’ Tirreni) der auf einem Hügel gelegene Ort erbaut; der Geistliche war selbst in der heute verfallenen Vorgängersiedlung San Giovanni auf der Halbinsel Tresino aufgewachsen und starb ein Jahr nach der Neugründung von Castellabate. In den Jahrzehnten zuvor waren Siedlungen in der Region im Zuge der normannischen Eroberung Süditaliens und Überfällen von Sarazenen verwüstet worden.
Der Reichtum der Stadt geht auf den jahrhundertelangen sozialen und wirtschaftlichen Einfluss der Benediktinermönche zurück. Auch die Struktur des historischen Stadtkerns, den zusammenhängenden Häusern und den engen Gassen ist nicht zufällig: Sie wurde von den Mönchen im Kastell und in der Basilica Romanica die Santa Maria de Gulia mit ihrem noch gut erhaltenen Glockenturm aus dem 12. Jahrhundert geplant – ebenso wie der sich bald entwickelnde Handel, der den Mönchen und ferneren Gegenden Wein, Öl und Getreide bringen sollte.

## Wirtschaft

### Tourismus
Der Ort ist vor allem an der Küste stark vom Fremdenverkehr geprägt. Die Saison ist auf die Sommermonate beschränkt. Dabei sind es vorwiegend die inländischen Touristen, die die Strände und Straßen des Ortes füllen. Es finden sich neben Hotels und Pensionen auch mehrere Zeltplätze als Übernachtungsmöglichkeit. Im Hinterland wird Agrotourismus angeboten.
Castellabate liegt im Parco Nazionale del Cilento e Vallo di Diano, der seit 1997 UNESCO-Biosphären-Reservat ist. Dessen Herz ist der geschützte Park auf der Halbinsel Licosa.
Der als „La Via Silente“ bezeichnete Radwanderweg durch das Cilento führt durch den Ort. Die Strecke folgt in weiten Teilen alten Kammwegen, welche durch gleichmäßige Steigungen gut für Radfahrer geeignet sind.

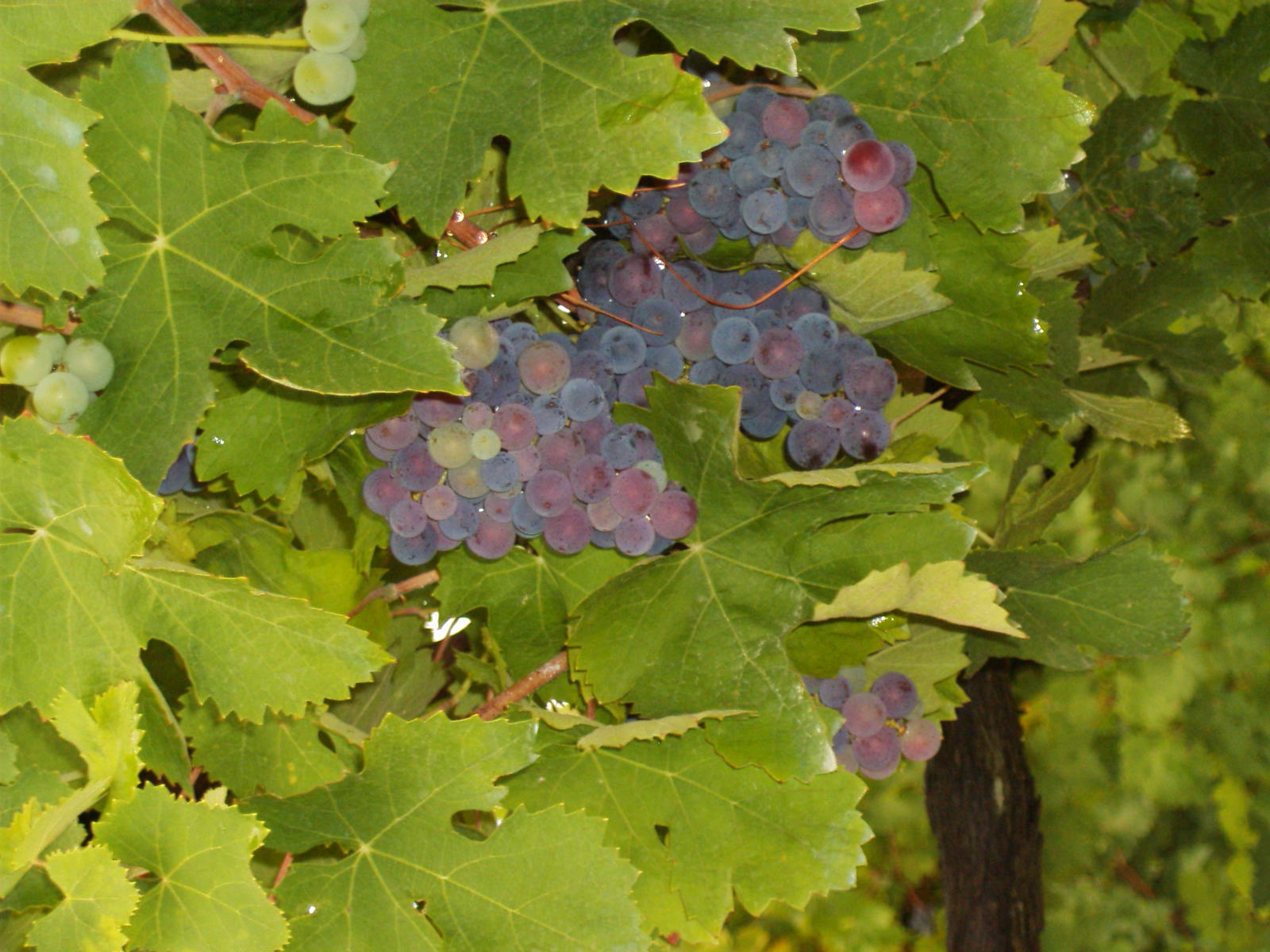
Weinrebe

### Landwirtschaft
Die meisten landwirtschaftlich genutzten Flächen werden von Kleinbauern betrieben. Dabei steht aufgrund der klimatischen Verhältnisse der Olivenbaum im Vordergrund. Des Weiteren werden auch Feigenbäume angebaut.
Vereinzelt wird auch Weinbau betrieben. Die autochtone weiße Rebsorte Fiano wird von ortsansässigen Winzern gepflegt, ebenso die im südlichen Italien verbreitete alte Rebsorte, die roten Aglianico-Trauben.

### Sonstige Wirtschaft
Größere Industriebetriebe sucht man in Castellabate vergebens. In Santa Maria und San Marco gibt es kleinere Werften. Vom Hafen von San Marco aus wird noch Fischerei betrieben.

## Infrastruktur

### Straße
- Autobahnausfahrt Battipaglia A2 Salerno-Reggio Calabria
- Ausfahrt Agropoli-Sued Staatsstraße Neapel – Reggio Calabria
- Staatsstraße 267 Agropoli – Acciaroli

### Bahn
- Der nächstgelegene Bahnhof ist 'Agropoli-Castellabate' in Agropoli an der Bahnstrecke Salerno-Reggio Calabria (Tirrenica Meridionale) zu finden, welcher u. a. auch von den Le Frecce angefahren wird.

### Flug
- Flughafen Neapel
- Flughafen Salerno

### Vor Ort
Das alte Zentrum wird durch fünf Stadttore erschlossen: „Porta cavalieri“ und „Porta di mare“ von der Meeresseite; „Porta la chiazza“ und „Porta S.Eustachio“ vom Land; „Porta de li Bovi“ vom Hinterland. (Belvedere).
Der bekannteste Zugang ist vom Belvedere di San Costabile aus, der sich an den Mauern des Kastells entlangzieht; des Weiteren gibt es noch die „Porta S.Eustachio“, wo sich ein kommunaler Parkplatz befindet, sowie die „Porta la chiazza“.

## Persönlichkeiten
- Francesco Matarazzo (1854–1937) – Der Gründer des größten ökonomischen Imperiums in Südamerika ist das Symbol der Emigration nach Brasilien. Er wurde in Castellabate geboren und lebte hier bis zu seinem 26. Lebensjahr.

- Ruggero Leoncavallo (1857–1919) – Musiker und Komponist, Autor von „I Pagliacci“, verbrachte in Castellabate in der Nähe des „Porta Cavalieri“ seine Kindheit.

## Städtepartnerschaften
- Djerba – Tunesien seit 2006
- Blieskastel – Deutschland seit 2008